# Jan Moedwil

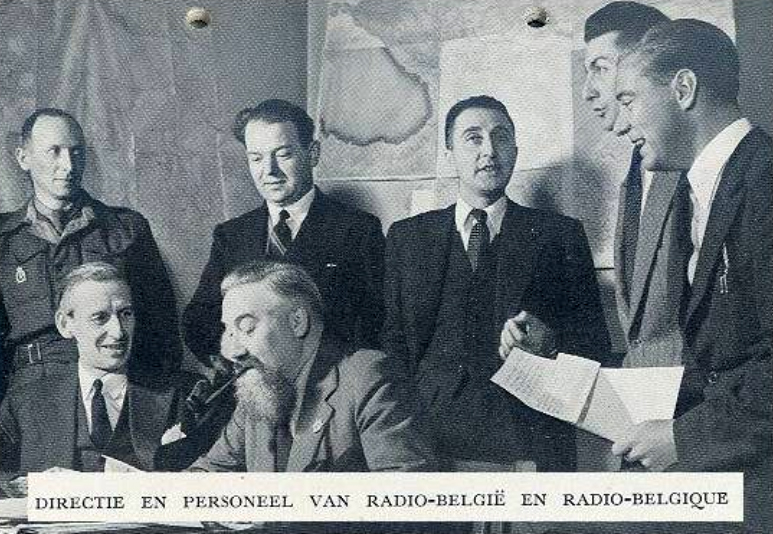
Directie en personeel van Radio België in september 1944. Jan Moedwil onderaan rechts en Victor de Laveleye onderaan links

Jan Moedwil, pseudoniem van Fernand Geersens  (Borgerhout, 21 oktober 1895 – Elsene, 9 februari 1959) was in Vlaanderen tijdens de Tweede Wereldoorlog de stem van Radio België, de zender van de Belgische Nationale Radio-Omroep (BNRO) die van uit Londen opereerde.
Geersens was  hoofdredacteur van Boek en Kunst en vanaf 1930 hoogleraar aan de Nationale Hogere School voor Bouwkunst en Sierkunsten. Hij was vooral actief in liberale organisaties en was voorzitter van de Liberale Vlaamschen Bond. Vanaf 1936 was Geersens in dienst bij het NIR op de afdeling uitgaven en hij was dus niet rechtstreeks betrokken bij de berichtgeving.
Bij Radio België was Victor de Laveleye zijn tegenhanger, die de nieuwsbulletins voor het Franstalig gedeelte van het land verzorgde. Steeds besloot Moedwil met dezelfde slagzin die decennia later nog altijd in het collectief geheugen bewaard is gebleven: "Wij doen ons best, zonder er op te boffen, toch krijgen we ze wel, de moffen!"
Na de oorlog werd Moedwil benoemd tot Officier van de Leopoldsorde in België, tot Commandeur in de Orde van Oranje-Nassau in Nederland en tot Honorary Officer of the Civil Division of the Most Excellent Order of the British Empire, onderscheidingen die hij kreeg als erkenning voor zijn bijdrage tijdens de bezetting.